# Mineralocorticoïden

Structuur van aldosteron, een belangrijke mineralocorticoïde

De mineralocorticoïden vormen een groep corticosteroïden, die tot de steroïdhormonen behoren. Het belangrijkste mineralocorticoïde is aldosteron, dat de water-zout balans van het lichaam beïnvloedt en daarmee ook op de bloeddruk. Het hoofddoel van mineraalcorticoïden is het verhogen van de bloeddruk. Daarnaast hebben ze een invloed op de pH van het bloed: door middel van de absorptie van ionen uit het nierfiltraat laten ze de pH van het bloed stijgen. Ze hebben gemeenschappelijk dat ze natrium vasthouden en de uitscheiding van kalium vergroten. Meerdere steroïdhormonen hebben ook een mineralocorticoïde werking zoals progesteron en deoxycorticosteron.
Aldosteron werkt in op de nieren om actieve reabsorptie van natrium en een bijbehorende passieve reabsorptie van water mogelijk te maken. Het is ook betrokken bij de afgifte van kalium in de cellen van de verzamelbuis, en bij de afgifte van waterstofionen (protonen). Dit resulteert in een toename van de bloeddruk doordat bloedvolume toeneemt.